# Alessandro Fei (pittore)
Alessandro Fei (Firenze, 1543 – Firenze, 7 dicembre 1592) è stato un pittore italiano.

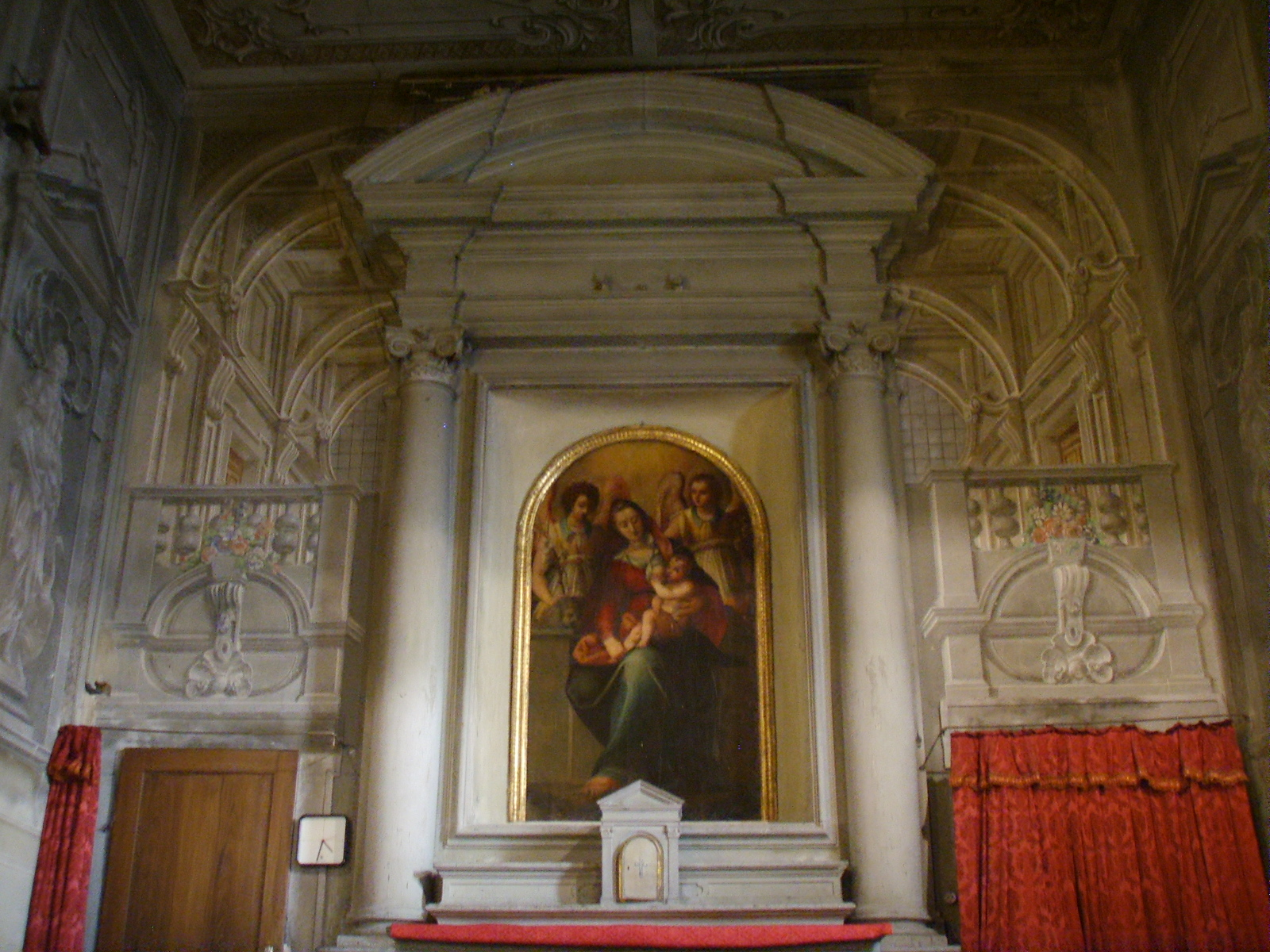
Madonna col Bambino e angeli di Alessandro Fei

Fece affreschi e pitture, fu conosciuto come il Barbiere. Egli appartenne alla scuola di Ridolfo del Ghirlandaio.

## Biografia
Alcune sue opere sono gli affreschi su un tabernacolo nella chiesa di Santa Croce, Angeli e, sempre in questa Chiesa il quadro Flagellazione di Gesù. La navata sinistra della chiesa dei Santi Apostoli ospita una tavola con l'Arcangelo Michele che abbatte Lucifero della fine del Cinquecento. Nella chiesa di Serumido c'è una Madonna con Bambino, opera di questo pittore; nella cappella Guardini della chiesa di San Niccolò Oltrarno si trova Annunciazione di Maria; nel chiostro grande della Chiesa di Santa Maria Novella affreschi, raffiguranti San Domenico resuscita Napoleone Orsini, nipote del cardinale Orsini; nello studiolo di Francesco I di Palazzo Vecchio c'è La bottega dell'orefice del 1570; nella chiesa di San Giovannino degli Scolopi ci sono altri suoi affreschi; nel tabernacolo di via Giusti a Firenze è dipinta l'Apparizione del Cristo risorto a Suor Domenica del Paradiso , in quello che era il muro dell'orto del Monastero delle Monache della Crocetta di cui Suor Domenica era la Superiora.
Altre opere sono: Ritratto di Lorenzo duca di Urbino, Cristo risorto attorniato da Santi e Padri della Chiesa del 1588.
A Montereggi, località sulle colline fiesolane, si trova la Pieve di Sant'Ilario, sul cui altare maggiore si trova una Madonna con Bambino tra i Santi Giovanni Battista e Anna; a Sesto, nella Villa Guicciardini Corsi Salviati c'è un soffitto a grottesche con due vedute della villa a lui attribuite (1570 circa); a Vicchio, nella Pieve di San Giovanni Battista, all'altare sinistro si può vedere una Madonna del Rosario.

## Opere
- XVI secolo, "Ciclo della Passione", dieci dipinti su tavola, opere documentate presso la Cappella del Sacramento della cattedrale protometropolitana della Santa Vergine Maria Assunta di Messina.[1]
- XVI secolo, "Ciclo di Misteri", dipinti su rame, opere documentate presso la Cappella della Vergine della Ciambretta nella chiesa di San Gregorio di Messina.[1]